# El llibre de la Lila
El llibre de la Lila (títol original en castellà, El libro de Lila) és una pel·lícula d'animació produïda entre Colòmbia i l'Uruguai, dirigida per Marcela Rincón i protagonitzada per María Sofía Montoya, Estefanía Duque, Antoine Philippard, Leonor González Mina i Jorge Herrera en les veus principals. Va participar en importants esdeveniments com el Festival Internacional de Cinema de Busan, Corea (on es va estrenar), el Festival Internacional de Cinema de Varsòvia, Polònia, el Festival de Cinema de Miami i el Festival Internacional del Nou Cinema Llatinoamericà de l'Havana. S'ha doblat al català.

## Sinopsi
Lila és el personatge d'un llibre que aconsegueix escapar del seu món de paper, quedant atrapada en el món real. Ramón, un nen que llegia les seves històries quan era més petit, és l'únic que pot retornar-la al seu món. No obstant això, Ramón ha crescut i comença a interessar-se en altres coses, oblidant per complet les fantasies de la seva infantesa, per la qual cosa Lila haurà de reviure en ell la màgia i la innocència de la infantesa.

## Repartiment
- María Sofía Montoya és Lila
- Antoine Philippard és Ramón
- Estefanía Duque és Manuela
- Leonor González Mina és la guardiana de la selva
- Jorge Herrera és el senyor de l'oblit

## Crítiques
| «            | Aquesta pel·lícula d'animació amb colors brillants és una bona sorpresa de Colòmbia que convida els nens sobretot a cuidar la natura i posa al davant les dones perquè Les heroïnes femenines positives lideren la intriga, convidant les nenes a identificar-se amb ells. | » |
| — 20 Minutes | |   |